# Universidade Cidade de São Paulo
A Universidade Cidade de São Paulo – UNICID é uma universidade privada com sede na cidade de São Paulo. Seu Campus Matriz está localizado no bairro do Tatuapé, Zona Leste, ao lado do Metrô Carrão, sendo dividido em 12 blocos, totalizando 58 mil metros quadrados.
Além do Campus Tatuapé, possui uma unidade em Pinheiros, situada nas proximidades da Estação Faria Lima do Metrô, Zona Oeste, sendo o antigo Campus de Medicina. Este curso atualmente é sediado no Campus Villa-Lobos, na Vila Leopoldina.

## Histórico
Iniciou suas atividades em 1972, como "Faculdades da Zona Leste de São Paulo" (FZL), após ser fundada por um grupo de educadores liderado pelo professor Remo Rinaldi. A FZL foi a primeira instituição de ensino superior instalada no bairro do Tatuapé, e desde então pionerismo foi uma de suas principais marcas. Foi a primeira faculdade a oferecer o curso de Fisioterapia (1984) e tê-lo reconhecido como um dos melhores do Brasil pelo Guia do Estudante, da Editora Abril.
Em 1992 foi reconhecida como universidade e passou a se chamar "Universidade Cidade de São Paulo". Em 1995 foi uma das pioneiras no curso de Telecomunicações, servindo de referência para outras instituições, sob orientação do Ministério da Educação.
Os cursos da área da saúde da UNICID (Enfermagem, Fisioterapia, Odontologia, Medicina e Biomedicina) são consagrados com nota máxima no MEC, têm notoriedade reconhecida e são buscados por alunos de todo o país.
Outros pontos de destaque são a oferta de cursos à distância e serviços a comunidade.
Em 2012 o grupo Cruzeiro do Sul Educacional, através de um aporte financeiro de um grupo estrangeiro chamado Actis, adquiriu o controle da Unicid por R$180 milhões. O grupo é proprietário da Universidade Cruzeiro do Sul, entre outras instituições, e iniciou o processo de fusão das atividades das mesmas.
Hoje a UNICID oferece cerca de 60 cursos de graduação, graduação tecnológica, pós-graduação lato sensu e stricto sensu, presenciais e a distância, além de cursos de extensão e programas de parcerias no Brasil e no exterior.
A instituição foi uma das pioneiras na implantação do EAD no Brasil, e hoje possui mais de 40 polos de atendimento presencial espalhados pelo país.

### Medicina UNICID
A Faculdade de Medicina UNICID foi criada em 2004, no Tatuapé, Zona Leste de São Paulo. A metodologia ativa de aprendizado escolhida foi a PBL (Aprendizagem baseada em problemas). Seus alunos são representados pelo Centro Acadêmico Medicina Unicid - Prof. Dr. Serafim Vincenzo Cricenti (renomado ex-professor de Anatomia, ex-coordenador do curso, ex-presidente da Sociedade Brasileira de Anatomia - falecido em 2023), pela Associação Atlética Acadêmica Rubens Lopes da Cruz (A.A.A.R.L.C.) e pela bateria universitária "Leões". As cores da escola são o laranja e o preto, seu mascote é um leão e participa anualmente do JUMED (Jogos Universitários de Medicina - São Paulo), criado em 2002.
Seus diferenciais são a abordagem prática desde o início do curso e a utilização tecnológica de robôs para prática médica.
Após ser comprada pelo grupo Cruzeiro do Sul Educacional sua sede foi transferida para o Campus Pinheiros, Zona Oeste de São Paulo, próximo à Avenida Faria Lima. O campus foi utilizado entre os anos de 2015 e 2024, composto por um prédio de 11 andares, com uma área construída de 8.576 metros quadrados, projetado com uma moderna e completa estrutura para atender às necessidades acadêmicas de seus alunos. Atendia cerca de 1.357 discentes de graduação presencial, além de colaboradores. Os laboratórios didáticos ocupavam uma área de aproximadamente 1.000 metros quadrados, proporcionando uma infraestrutura adequada para as atividades acadêmicas, exclusivas do curso de Medicina, além de possuir um hospital simulado e espaços para treinamento de habilidades médicas.
Em 2025, o curso foi transferido para o Campus Villa-Lobos, situado no distrito de Vila Leopoldina, sendo ofertadas duzentas e setenta e seis vagas anuais através do processo seletivo (vestibular tradicional) ou pelas notas do Exame Nacional do Ensino Médio (ENEM). Essa transferência de sede visa aumentar a infraestrutura da escola médica através da integração entre alunos e professores de todos os ciclos do curso, com espaços reformulados. A mudança ocorre após o aniversário de 20 anos de sua fundação.
Os alunos dispõem do Hospital Simulado de Medicina, primeiro centro de treinamento de simulação avançada do país acreditado pela Sociedade Brasileira de Simulação na Saúde (SOBRASSIM). No internato, últimos dois anos do curso, os alunos passam pelo Hospital e Maternidade Leonor Mendes de Barros, localizado no Belenzinho, pelo Hospital do Servidor Público Estadual (IAMSPE), na Vila Clementino, pelo Hospital Regional de Cotia, RMSP e pelo Hospital Infantil Darcy Vargas, no Morumbi. Já foram hospitais-escola da instituição: o Complexo Hospitalar Padre Bento em Guarulhos, a Beneficência Portuguesa de São Paulo e o Hospital Menino Jesus, ambos na capital. Atualmente o curso é coordenado pela Dra. Denise Ballester, doutora, mestra e graduada pela Faculdade de Medicina da Universidade de São Paulo.
Possui parcerias internacionais com o Centro de Pesquisa Anatômica de Miami – Miami Anatomical Research Center - M.A.R.C. Institute (Miami, EUA) e com a Universidade de Alcalá de Henares (Madrid, Espanha).